# Olej kostny

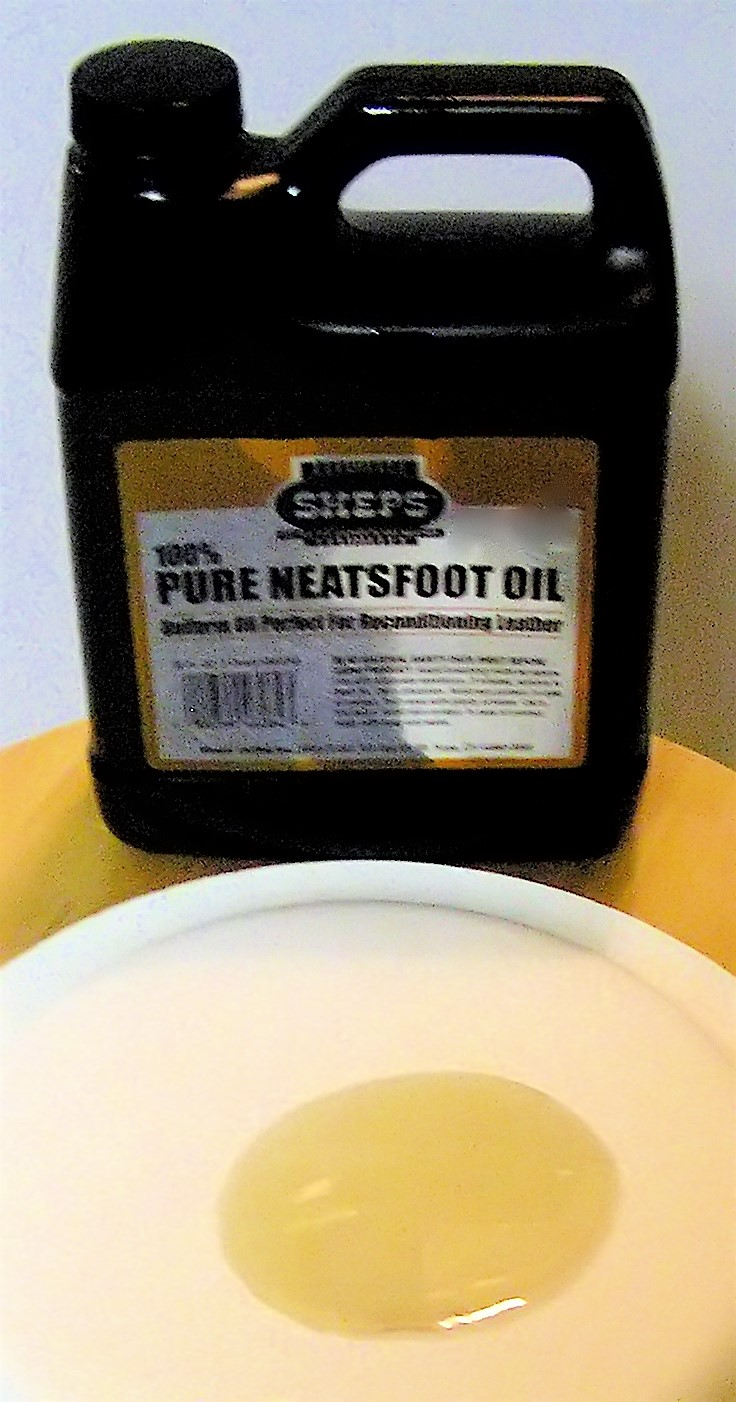
Kanister z olejem kostnym produkcji amerykańskiej

Olej kostny – bezwonny, nieschnący, trudno jełczejący olej otrzymywany z kości (najczęściej z goleni bydlęcych, lecz nie z kopyt) poprzez gotowanie z wodą, wytapiany parą wodną przy podwyższonym ciśnieniu lub za pomocą ekstrakcji rozpuszczalnikami węglowodorowymi (np. benzenem). Barwa od białej przez żółtą do brązowej, w zależności od stopnia czystości. Za najwyższej jakości olej uważany jest cielęcy, bez domieszki innych olejów. Używany do pielęgnacji, konserwacji i zmiękczania wyrobów skórzanych. W XVIII wieku używany był w celach kosmetycznych i w leczeniu chorób dermatologicznych. Używany też jako smar precyzyjnych mechanizmów a także do produkcji mydła. 

## Właściwości
Tłuszcz zwierząt stałocieplnych ma relatywnie wysoką temperaturę topnienia i w temperaturze pokojowej jest ciałem stałym. Olej kostny w tych warunkach pozostaje cieczą. Jego skład chemiczny podyktowany jest faktem, iż nogi bydła mają niższą temperaturę niż korpus i tłuszcz ten zestalałby się w kończynach, co uniemożliwiłoby mu pełnienie funkcji fizjologicznych. Jego konsystencja sprawia, że łatwo wnika w głąb wyrobów ze skóry.
Celem obniżenia kosztów produkcji czasami wytwarzany ze smalcu, z dodatkiem oleju rzepakowego, sojowego lub innych. Dodatek olejów mineralnych może powodować osłabienie szwów naturalną nicią i zniszczenie skóry.

## Zastosowania
Olej kostny używany jest do konserwacji siodeł, uprzęży, rękawic baseballowych i innych wyrobów skórzanych. Jego zastosowanie może spowodować ściemnienie skóry.